# قائمة أعلى الأفلام دخلا في بوليوود
| المركز                 | الفيلم                  | السنة                                         | (ستوديو)                                | الإيرادات                                     | المخرج              |
| ---------------------- | ----------------------- | --------------------------------------------- | --------------------------------------- | --------------------------------------------- | ------------------- |
| 1 باثان(شاروخان) "2023 | ياش راج أفلام           | 981 كرور روبية هندية (160 مليون دولار أمريكي) | راجكومار هيراني                         |                                               |                     |
| 2                      | دووم 3                  | 2013                                          | ياشراج فيلم                             | 542 كرور روبية هندية (90 مليون دولار أمريكي)  | فيجاي كريشنا اشاريا |
| 3                      | باهوبل:البداية          | 2015                                          | عرقة الأشغال وسائل الإعلام              | 450 كرور روبية هندية (75 مليون دولار أمريكي)  |                     |
| 4                      | قطار تشيناي السريع      | 2013                                          | ريد تشيليز انترتينمنت                   | 422 كرور روبية هندية (70 مليون دولار أمريكي)  | روهيت شيتي          |
| 5                      | باجرانيا بهيجان         | 2015                                          | سلمان خان/ كبير خان / إروس إنترناشيونال | 969 كرور روبية هندية (160 مليون دولار أمريكي) | كبير خان            |
| 6                      | ثلاثة بلهاء (فيلم هندي) | 2009                                          | راجكومار هيراني                         | 395 كرور روبية هندية (66 مليون دولار أمريكي)  | راجكومار هيراني     |
| 7                      | سنة جديدة سعيدة         | 2014                                          | ريد تشيليز انترتينمنت                   | 383 كرور روبية هندية (64 مليون دولار أمريكي)  | فرح خان             |
| 8                      | ركلة (فيلم هندي)        | 2014                                          | ناديادوالا حفيد الترفيه                 | 377 كرور روبية هندية (63 مليون دولار أمريكي)  | ساجد ناديادوالا     |
| 9                      | كريش 3                  | 2013                                          | دهارما للإنتاج                          | 374 كرور روبية هندية (62 مليون دولار أمريكي)  | أيان مكرجي          |
| 10                     | بانغ بانغ (فيلم هندي)   | 2014                                          | استوديوهات فوكس ستار                    | 340 كرور روبية هندية (56 مليون دولار أمريكي)  | سيدهارث أناند       |